# Disciphania controversa
Disciphania controversa är en tvåhjärtbladig växtart som beskrevs av Rupert Charles Barneby. Disciphania controversa ingår i släktet Disciphania och familjen Menispermaceae. Inga underarter finns listade i Catalogue of Life.